# Tengeri
Tengeri is een plaats (község) en gemeente in het Hongaarse comitaat Baranya. Tengeri telt 75 inwoners (2001).